# Juda (Wisconsin)
Juda é um local não designado por censo localizado na cidade de Jefferson, no Condado de Green, em Wisconsin, Estados Unidos. Juda fica a oito quilômetros a leste de Monroe, ao longo da Wisconsin State Highway 11 e 81. Até o censo de 2010, sua população era de 357 habitantes.
Em 30 de março de 1967, nove estudantes da Union High School de Juda, todas meninas, foram mortas quando um jato da Delta Air Lines DC-8 caiu no motel onde estavam hospedados durante uma viagem de classe para Nova Orleães, Luisiana.

## Pessoas notáveis
- Charle Newman, jogador de beisebol
- Gabriel Zophy, político de Wisconsin

## Educação
- O distrito escolar de Juda está localizado em Juda.[3]